# استودان شماره ۱ لیر کائید
استودان شماره ۱ لیر کائید مربوط به دوره ساسانیان است و در شهرستان کهگیلویه، بخش چاروسا، روستای لیرکائید واقع شده و این اثر در تاریخ ۲۴ فروردین ۱۳۸۲ با شمارهٔ ثبت ۸۳۳۵ به‌عنوان یکی از آثار ملی ایران به ثبت رسیده است.